# Paul Graeb
Paul Graeb (* 4. Februar 1842 in Berlin; † 6. Januar 1892 ebenda) war ein deutscher Architektur- und Landschaftsmaler.

## Leben

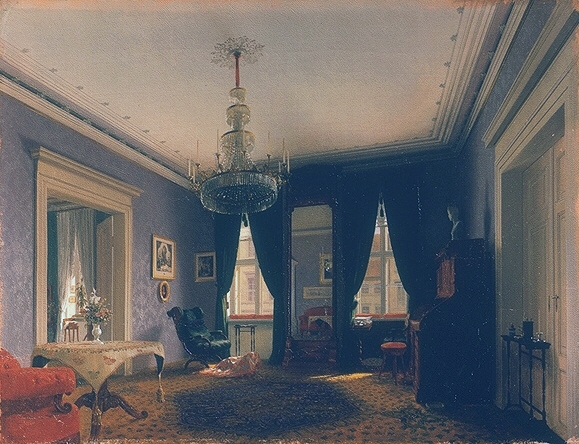
Berliner Zimmer, 1865, Alte Nationalgalerie

Paul Graeb war Schüler seines Vaters, des Architektur-, Theater- und Dekorationsmalers Carl Graeb, und der Berliner Kunstakademie. Er unternahm Studienreisen in Deutschland, Österreich, der Schweiz und Italien. Er wirkte seit 1880 als Privatdozent an der Königlichen Technischen Hochschule zu Berlin. Zu seinen Schülern zählen der Berliner Orientmaler Max Rabes und die Dresdner Landschaftsmalerin Bertha Schrader. 1889 erhielt Graeb den Professorentitel. Für seine Malerei wurde ihm 1890 in London eine silberne Medaille verliehen. Er starb im Alter von 49 Jahren an den Folgen  einer Scharlach-Erkrankung.
Graeb war besonders für seine stimmungsvollen Darstellungen des Interieurs alter Gotteshäuser bekannt, die unter Beachtung der Stilformen das Stoffliche und die Beleuchtung der Innenräume in feiner Maltechnik wiedergeben.